# Berlin-Marathon 2021
| 47. Berlin-Marathon    | 47. Berlin-Marathon            |
| ---------------------- | ------------------------------ |
| Stadt                  | Berlin, Deutschland            |
| Datum                  | 26. September 2021             |
| Distanz                | 42,195 Kilometer               |
| Sieger                 |                                |
| Männer                 | Guye Adola (2:05:45 h)         |
| Frauen                 | Gotytom Gebreslase (2:20:09 h) |
| ← Berlin-Marathon 2020 | Berlin-Marathon 2022 →         |
| Website                | Offizielle Website             |

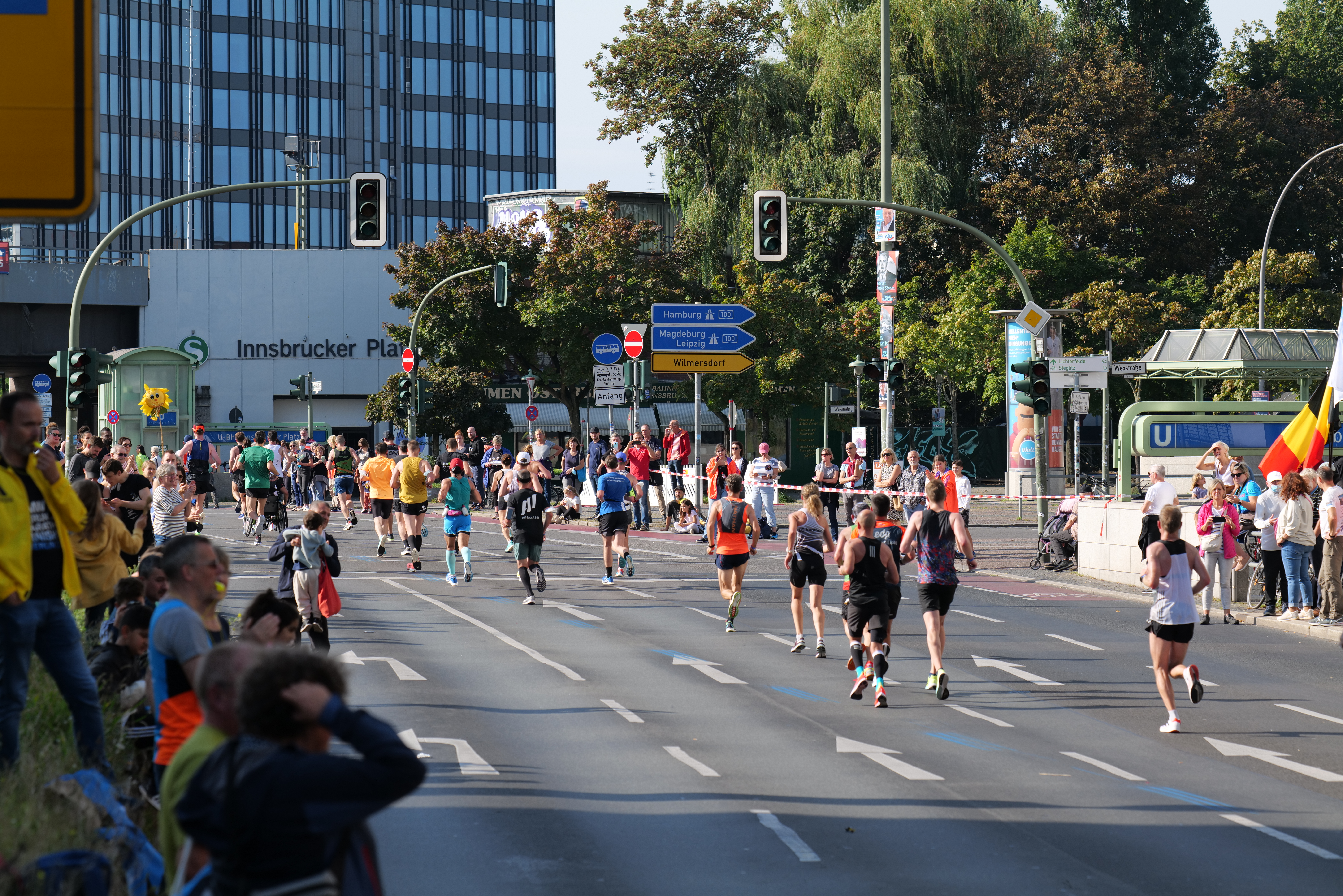

Der Berlin-Marathon 2021 (offiziell: BMW Berlin-Marathon 2021) war die 47. Ausgabe der jährlich stattfindenden Laufveranstaltung in Berlin, Deutschland. Der Marathon fand am 26. September 2021 statt.
Es war der siebte Lauf der World Marathon Majors 2019/21 und hatte das Etikett Elite Platinum der World Athletics Label Road Races 2021.

## Ergebnisse

### Männer
| Platz | Athlet            | Land      | Zeit (h) |
| ----- | ----------------- | --------- | -------- |
| 01    | Guye Adola        | Äthiopien | 2:05:45  |
| 02    | Bethwel Yegon     | Kenia     | 2:06:14  |
| 03    | Kenenisa Bekele   | Äthiopien | 2:06:47  |
| 04    | Tadu Abate        | Äthiopien | 2:08:24  |
| 05    | Cosmas Muteti     | Kenia     | 2:08:45  |
| 06    | Philemon Kacheran | Kenia     | 2:09:29  |
| 07    | Okubay Tsegay     | Eritrea   | 2:10:37  |
| 08    | Benard Kimeli     | Kenia     | 2:10:50  |
| 09    | Hidekazu Hijikata | Japan     | 2:11:47  |
| 10    | Hosea Kipkemboi   | Kenia     | 2:12:25  |

### Frauen
| Platz | Athletin            | Land        | Zeit (h) |
| ----- | ------------------- | ----------- | -------- |
| 01    | Gotytom Gebreslase  | Äthiopien   | 2:20:09  |
| 02    | Hiwot Gebrekidan    | Äthiopien   | 2:21:23  |
| 03    | Helen Tola          | Äthiopien   | 2:23:05  |
| 04    | Edith Chelimo       | Kenia       | 2:24:33  |
| 05    | Shure Demise        | Äthiopien   | 2:24:43  |
| 06    | Fancy Chemutai      | Kenia       | 2:24:58  |
| 07    | Izabela Paszkiewicz | Polen       | 2:27:41  |
| 08    | Ruth Chebitok       | Kenia       | 2:28:18  |
| 09    | Rabea Schöneborn    | Deutschland | 2:28:49  |
| 10    | Martina Strähl      | Schweiz     | 2:30:37  |

## Kritik
Bereits im Vorfeld wurden Bedenken geäußert, dass der Marathon und die Wahlen, die am 26. September parallel stattfanden, eine hohe logistische Herausforderung darstellen könnten.
Einige Kritiker sehen in der Organisation einen Grund für die Unregelmäßigkeiten, die bei den Wahlen auftraten. So seien durch Absperrungen die Lieferungen von Stimmzetteln zu spät angekommen und Wahllokale hätten vorübergehend schließen müssen. Von den Unregelmäßigkeiten waren die Wahl zum Abgeordnetenhaus von Berlin und die Bundestagswahl betroffen. Außerdem fand ein Volksentscheid getragen von der Initiative Deutsche Wohnen & Co. enteignen statt, jedoch wurde dieser nicht angefochten.